# خوانخوی
خوانخوی (به اسپانیایی: Juanjuí) یک شهر در پرو است که در ناحیه خوانخوی واقع شده‌است.

## خصوصیات
خوانخوی ۵۴٬۰۰۶ نفر جمعیت دارد و ۲۸۳ متر بالاتر از سطح دریا واقع شده‌است.

## خواهرخوانده
شهرهای تینگو ماریا، چیکلایو، کوردوبا، آرژانتین، اوترخت و هافنارفیورذور خواهرخوانده‌های خوانخوی هستند.